# Міс світу 1971
Міс Світу 1971 — 21-й щорічний конкурс краси, що проходив 10 листопада 1971 року в Альберт-холі, Лондон, Велика Британія. У конкурсі брали участь 56 дівчат. Перемогла Лусія Петтерле, яка представляла Бразилію.

## Результати

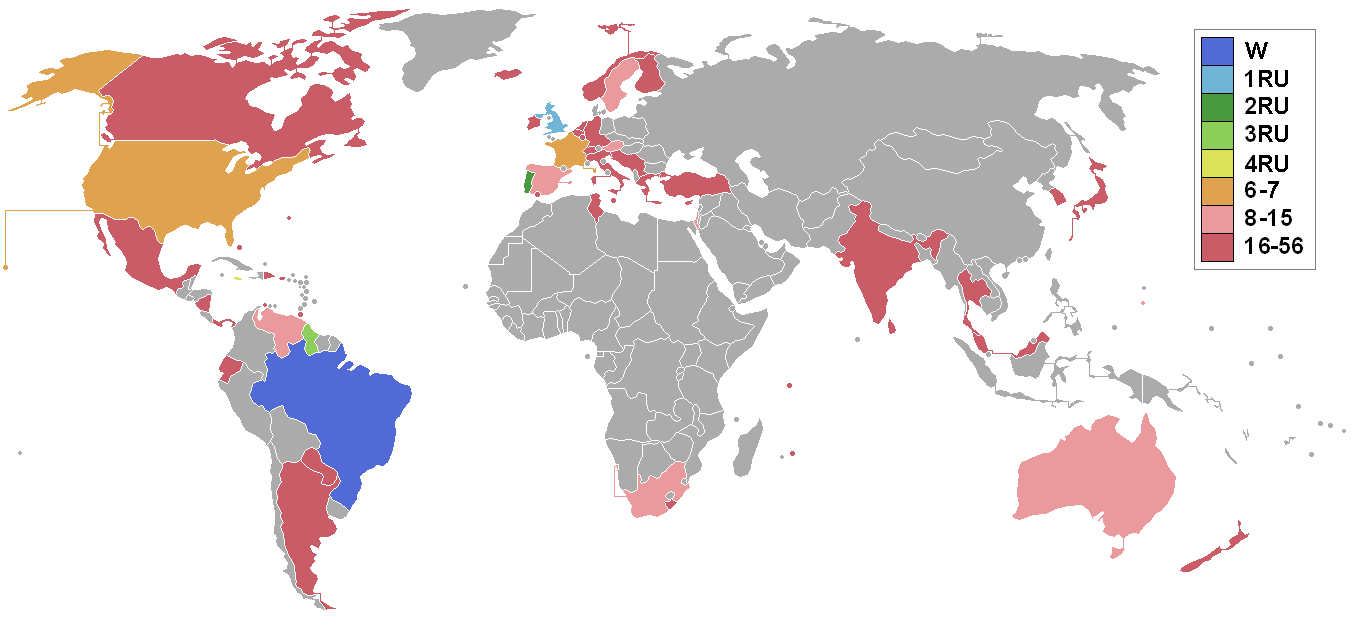
Країни—учасниці конкурсу «Міс Світу» — 1971

| Нагорода       | Учасниці |
| Міс Світу 1971 | - Бразилія — Лусія Петтерле |
| 1-а віце-міс   | - Велика Британія — Мерилін Енн Уорд |
| 2-а віце-міс   | - Португалія — Ана Паула де Алмейда |
| 3-я віце-міс   | - Гаяна — Nalini Moonsar |
| 4-а віце-міс   | - Ямайка — Ava Joy Gill |
| 5-а віце-міс   | - США — Брюсін Сміт |
| 6-а віце-міс   | - Франція — Міріам Стокко |
| Півфіналістки  | - Австралія — Валері Робертс - Австрія — Вальтрауд Лукас - Гуам — Дебора Бордальо Нельсон - Ізраїль — Мірі Бен-Давид - ПАР — Monica Fairall - Іспанія — Марія Гарсія - Швеція — Сімонетта Коль - Венесуела — Ана Марія Падрон |

### Спеціальні нагороди
| Нагорода                   | Учасниця                       |
| Кращий національний костюм | - Філіппіни — Onelia Ison Jose |

## Нотатки

### Дебют
- Бермуди і Гуам перша участь

### Повернулися
- Аруба і Тринідад і Тобаго останній раз брали участь у 1966.
- Панама останній раз брали участь у 1967.
- Парагвай останній раз брали участь в 1969.

### Інші примітки
- 9 учасниць носили ім'я Марія. А саме, Міс Аруба (Марія Елізабет Бруїн), Міс Еквадор (Марія Сесілія Гомес), Міс Греція (Марія Малтецу), Міс Італія (Марія Пінноне), Міс Панама (Марія де Лурдес Рівера), Міс Парагвай (Роса Марія Дуарте), Міс Іспанія (Марія Гарсія), Міс Тринідад і Тобаго (Марія Йорлан) і Міс Венесуела (Ана Марія Падрон).